# Reino Paasilinna
Reino Paasilinna (ur. 5 grudnia 1939, zm. 21 lipca 2022 w Helsinkach) – fiński dziennikarz i polityk, deputowany krajowy, w latach 1996–2009 poseł do Parlamentu Europejskiego.

## Życiorys
Urodził się na statku „Aunus” na Oceanie Arktycznym. Z wykształcenia magister nauk społecznych, w 1995 uzyskał stopień naukowy doktora w tej dziedzinie. Do 1961 pracował w różnych branżach, następnie zajął się działalnością dziennikarską w telewizji. Od 1974 do 1983 był sekretarzem prasowym i doradcą w fińskich ambasadach, najpierw w Moskwie, później w Waszyngtonie. W latach 1983–1989 zasiadał w Eduskuncie z ramienia Socjaldemokratycznej Partii Finlandii. Po odejściu z parlamentu od 1990 do 1994 był dyrektorem generalnym i prezesem fińskiego publicznego nadawcy radiowo-telewizyjnego Yleisradio. W latach 1992–1994 pełnił jednocześnie funkcję prezesa zarządu Euronews i wiceprzewodniczącego Europejskiej Unii Nadawców.
Od 1995 do 1996 ponownie był posłem do krajowego parlamentu, reprezentował go w Zgromadzeniu Parlamentarnym Rady Europy. W latach 1998–1999 był radnym Helsinek. W 1996 uzyskał mandat posła do Parlamentu Europejskiego, odnawiał go w wyborach w 1999 i 2004. Zasiadał w grupie Partii Europejskich Socjalistów, pracował m.in. w Komisji Przemysłu, Badań Naukowych i Energii, przez szereg lat był wiceprzewodniczącym Delegacji do Komisji Współpracy Parlamentarnej UE-Rosja. W PE zasiadał do 2009.
Kawaler Orderu Lwa Finlandii (1995).